# Електрогорська ДРЕС
55°53′00″ пн. ш. 38°47′00″ сх. д. / 55.88333333° пн. ш. 38.78333333° сх. д.
ДРЕС-3 ім. Р. Классона — електростанція, розташована в місті Електрогорськ Московської області РФ.

## Основні характеристики
Електростанція була введена в експлуатацію 12 квітня 1914 року. Встановлена електрична потужність — 589 МВт, теплова потужність — 408 Гкал/год, основне паливо — газ. Входить до складу ВАТ «Мосенерго»

## Історія
У 1911 році на березі озера Госьбуж'є в Богородському повіті почалось будівництво електростанції, яка працювала за рахунок торфу з навколишніх боліт. У травні 1912 року до електростанції проклали вузькоколійку, якою з Німеччини постачали обладнання. У 1914 році енергією станції вже користувались сусідні підприємства. У лютому 1918 року електростанцію націоналізували, а вже у березні 1918 року були виділені гроші для розширення електростанції. У 1920 році сталась велика пожежа, горіли ліси, торф, пожежа загрожувала станції, однак завдяки допомозі саперного полку пожежу вдалось ліквідувати. У 1920-ті роки добування торфу здійснювалось новим, гідравлічним способом, розробленим засновником станції Робертом Классоном. У 1926 році помер Роберт Классон, ім'я якого увіковічено в назві станції.
У грудні 1999 року введено в експлуатацію нове устаткування — газотурбінний блок GT-35 з котлом-утилізатором TF-80 шведської фірми ABB STAL. Електрична потужність турбіни становить 16,78 МВт, теплова — 24,08 Гкал/год. 1 січня 2009 року до складу електростанції увійшла ТЕЦ-6, збудована ще у 1927 році, коли на текстильному комбінаті в Орєхово-Зуєві ухвалили рішення про будівництво власної електростанції. У 1966 році станція стала використовувати як паливо газ, а через 20 років ТЕЦ-6 повністю перейшла на газ, відмовившись від торфу. З січня 2010 року до складу ДРЕС-3 увійшла ГТУ-ТЕЦ (м. Павловський Посад) з загальною встановленою електричною потужністю 16 МВт і тепловою потужністю 32 Гкал/год.